# Туклузка
Туклузка (рос. Туклузка, Бугасская, Капсель-Бугас) — маловодна балка (річка) в Україні на південно-східному березі Криму, на території міської ради міста Судак, (басейн Чорного моря).

## Опис
Довжина річки 10 км, площа басейну водозбору 28,3 км, найкоротша відстань між витоком і гирлом — 8,97 км, коефіцієнт звивистості річки — 1,12. Формується багатьма безіменними балками (струмками) та загатами.

## Розташування
Бере початок між горами Манджил-Кая (498,3 м) та Кіліса-Кая (479,9 м). Тече переважно на південний схід через село Богатівку (до 1948 року — Токлук, крим. Toqluq) , понад горами Караман-Кая (164,7 м) та Каражубах-Тран (125,8 м), через озеро Бугаз. Далі тече понад горами Меганом (358 м) та Чабан-Басти (242,4 м) і біля мису Бугас впадає у Чорне море.
Населені пункти вздовж берегової смуги: Миндальне (до 1948 року — Арка-Дересі, крим. Arqa Deresi) , Сонячна Долина (до 1945 року — Кози, крим. Qoz) 

## Цікаві факти
- На горах Меганом та Чабан-Басти розташована велика кількість сучасних вітрогенераторів[1].
- Біля витоку річки на північній стороні на відстані приблизно 1,43 км полягає автошлях Р29 (автомобільний шлях регіонального значення на території України, Алушта — Рибаче — Судак — Коктебель — Феодосія)[4].